# Boeto de Sídon
Boeto de Sídon (em grego clássico: Βόηθος; c. 75 – c. 10 a.C) foi um filósofo peripatético de Sídon, que viveu no final do século I a.C.  Nenhuma de suas obras foi preservada e a coleção completa de citações e paráfrases apareceu pela primeira vez em 2020. 

## Biografia
Como Boeto era discípulo de Andrônico de Rodes, ele deve ter viajado ainda jovem para Roma e Atenas, cidades nas quais Andrônico é conhecido por ter ensinado. Estrabão, que o menciona e a seu irmão Diodoto entre as pessoas célebres de Sídon, fala dele ao mesmo tempo que seu próprio professor (ou colega aluno) em filosofia peripatética. Entre suas obras, todas perdidas hoje, havia uma sobre a natureza da alma e também um comentário sobre as Categorias de Aristóteles, que é mencionado por Amônio em seu comentário sobre a mesma obra de Aristóteles. Amônio cita também uma opinião de Boeto sobre o estudo das obras de Aristóteles, a saber, que o estudante deveria começar com a Física, enquanto Andrônico sustentava que o início deveria ser feito com os escritos de Lógica de Aristóteles.
Segundo Giovanni Reale, em The Schools of the Imperial Age, Boeto acreditava que a “substância” era a “matéria” – que era o composto do ser, e não a forma individual do ser. Assim, “a forma cai fora da categoria de substância e entra no âmbito de outras categorias”. O significado disso é que a individualidade não é apenas a forma como entendemos e interpretamos a realidade, mas é, na verdade, a natureza básica dessa realidade. Essa "verdadeira realidade" não era uma substância universal, mas consistia em formas individuais.
Da mesma forma, na ética, Boeto declarou que “o objetivo original (o proton oikeion) para o qual tendemos somos nós mesmos em relação a nós mesmos. Em concordância com essa visão, ele diz que não amamos ninguém em preferência a nós mesmos e, finalmente, que só amamos os outros em referência a nós mesmos”.